# Irina Bogaciova
Irina Bogaciova (n. 2 martie 1939, Leningrad, RSFS Rusă, URSS – d. 19 septembrie 2019, Sankt Petersburg, Rusia) a fost o cântăreață sovietică și rusă de operă, Artistă a poporului din URSS (1976), laureată al Premiului de Stat din URSS (1984).

## Biografie
Irina Bogaciova a absolvit Conservatorul de Stat din Leningrad în anul 1965, ca discipol a profesorului Iraida Timonina-Levando.
- A debutat în anul 1964 ca interpretă a rolului Polinei din opera lui P.I. Ceaikovskii Dama de pică, pe scena Teatrului de Operă Kirov. În anul 1965 a devenit solistă a Tetrului.
- În anii 1966-1968 a făcut stagiu la teatrul La Scala din Milano. Din anul 1980 predă la Conservatoriul din Leningrad (Sankt-Ptereburg), unde este concomitent și șeful catedrei de interpretare vocală.
- Din anul 2003 este Președinte  a festivalului-concurs "Trei secole de romanță clasică"

## Distincții și decorații
- Laureat al Premiului 2 al Concursului Unional M.I. Glinka (1962)
- Învingătoare a Concursului Internațional de la Rio de Janeiro (1967)
- Artistă emerită din Federația Rusă (1970)
- Premiul de Stat al Federației Ruse în numele lui M.I. Glinka (1973)- pentru interpretarea partiturilor de operă și programe de concert în  anii 1970-1971.
- Artistă a Poporului din Federația Rusă
- Artistă a Poporului din URSS (1976)
- Diplomă de onare a Prezidiului Sovietului Suprem din Federația Rusă (1983)
- Premiul de Stat al URSS (1984) pentru programe de concert din anii 1981-1983
- Cetățean de onoare al orașului Sankt Peterburg (2000)
- Ordenul Preietenia popoarelor (1981)
- Ordenul "Za zaslughi pered otecestvom" (Pentru merite în fața Patriei)de gradul III (2000)
- Ordenul "Za zaslughi pered otecestvom" (Pentru merite în fața Patriei)de gradul II (2009) pentru merite în dezvoltarea artei muzicale ruse și activitate de creație de mulți ani
- Ordenul "Steaua Vernadskii" de gradul II
- Membru de Onoare al Societății filarmonice din Sankt-Peterburg din anul 1997.